# Jorge Reinel
Jorge Reinel (* ca. 1502 in Lissabon; † nach 1572) war ein Kartograf und Lehrmeister der Kartografie. Er war der Sohn des Kartografen Pedro Reinel. Er unterrichtete viele Schüler, unter denen sich auch der Portugiese Diego Ribeiro befunden haben soll.

## Weblink
- Augusto O. Quirino de Sousa: Reinel, Pedro e Jorge (portugiesisch) – Biographien von Pedro und Jorge Reinel auf der Website des Instituto Camões

| Personendaten    | Personendaten              |
| ---------------- | -------------------------- |
| NAME             | Reinel, Jorge              |
| KURZBESCHREIBUNG | portugiesischer Kartograph |
| GEBURTSDATUM     | um 1502                    |
| GEBURTSORT       | Lissabon                   |
| STERBEDATUM      | nach 1572                  |